# Helga Hörz

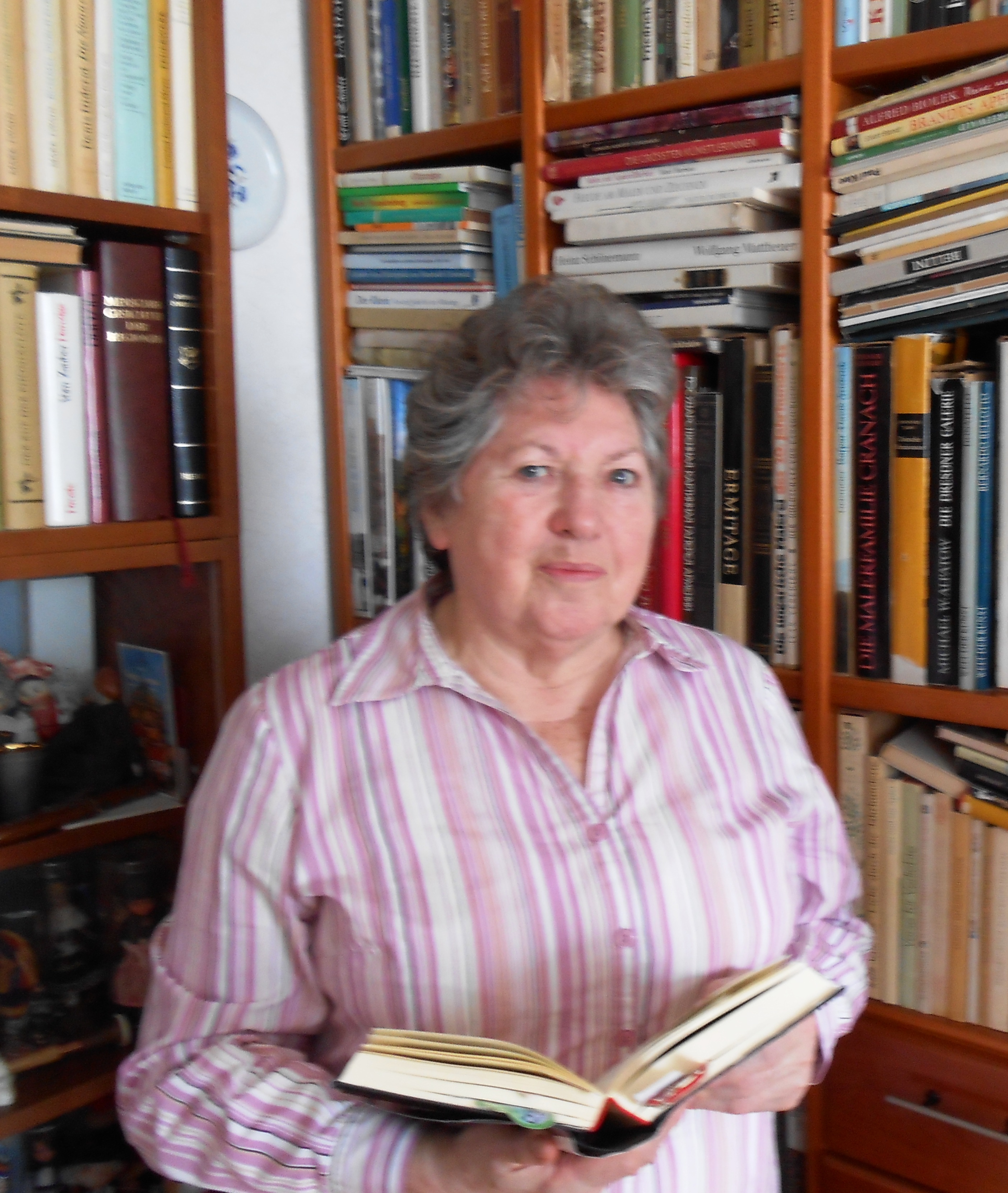
Helga E. Hörz (2014)

Helga Erika Hörz (* 27. Juli 1935 als Helga Erika Ivertowski in Danzig) ist eine deutsche marxistische Philosophin und Frauenrechtlerin. Sie war bis zur Abwicklung 1990 Hochschullehrerin für Ethik an der Humboldt-Universität zu Berlin.

## Leben
Helga Hörz stammt aus einer Arbeiterfamilie, ihr Vater war Kranfahrer auf einer Werft in Danzig. Er wurde 1939 wegen antifaschistischer Aktivitäten verhaftet. Bei der Verurteilung 1940 vor dem Volksgerichtshof in Berlin erhielten vier Mitglieder der Gruppe die Todesstrafe, ihr Vater wurde zu lebenslangem Zuchthaus verurteilt. Ihre Mutter, ihre Schwester und sie wurden unter Polizei-Aufsicht gestellt und waren vielen Schikanen ausgesetzt. Ihr Vater wurde im Mai 1945 aus dem Konzentrationslager Mauthausen befreit. Dieses Geschehen sowie schreckliche Kriegserlebnisse machten sie zur Pazifistin.
Nach dem Zweiten Weltkrieg und erfolgter Vertreibung wuchs sie in Nauen bei Berlin in der DDR auf und studierte nach dem Abitur die Fächer Philosophie, Ethik und Psychologie an der Humboldt-Universität zu Berlin (HUB). Danach war sie als Gewerkschafterin und in der Jugendarbeit tätig, lehrte an der Hochschule für Ökonomie Berlin-Karlshorst und begann ihre Analysen zur gesellschaftlichen Stellung der Frau. 1965 promovierte sie mit der Arbeit Einige philosophisch-ethische Probleme bei der Bestimmung der gesellschaftlichen Rolle der Frau und der Durchsetzung ihrer Gleichberechtigung, 1974 habilitierte sie sich mit dem Thema Persönlichkeit, Moral und sittliche Erziehung und wurde danach zur ordentlichen Professorin für Ethik an die HUB berufen. Hörz initiierte zuvor als Hochschuldozentin für Ethik 1971 den Bereich Ethik an der Sektion Marxistisch-leninistische Philosophie der HUB. Sie übernahm von Anneliese Griese das Amt der Sektionsdirektorin und leitete die Sektion Philosophie vom 1. März 1987 bis zum 8. Januar 1990, ihr Nachfolger im Amt wurde Heinz Kuchling.
Hörz war Mitglied im Beirat für Philosophie und Leiterin der ständigen Arbeitsgruppe „Ethik“ beim Ministerium für Hoch- und Fachschulwesen der DDR (1988–1990), Mitglied im Arbeitskreis der Akademie der Pädagogischen Wissenschaften „Probleme der biologischen, psychologischen und sozialen Determination der Persönlichkeit“, Mitglied des interdisziplinären Arbeitskreises „Anthroposoziogenese“ an der Akademie der Wissenschaften der DDR (AdW) sowie Mitglied im Wissenschaftlichen Rat „Die Frau in der sozialistischen Gesellschaft“ an der AdW.
Weiterhin war Hörz stellvertretendes Ratsmitglied in der Internationalen Demokratischen Frauenföderation (IDFF) und nahm an Kongressen (Helsinki, Berlin, Prag, Moskau), Ratstagungen (Budapest, Bukarest, Berlin), Seminaren (London, Berlin) sowie einer Nationalen Frauenkonferenz in Bangladesch teil. Sie war an der Gestaltung von Konsultativtreffen und Expertenberatungen beteiligt, im Rahmen der Zusammenarbeit zwischen IDFF und UNO.
Nach der zum 1. Oktober 1990 aus Gesundheitsgründen erfolgten Abberufung durch den DDR-Minister Hans Joachim Meyer mit Übergang in den Vorruhestand und Emeritierung im Zuge der Abwicklung der DDR-Philosophie betätigte sie sich als ehrenamtliche Leiterin einer Veranstaltungsreihe zur Ethik im „Sozio-kulturellen Kontaktzentrum für Seniorinnen und Senioren“ in Berlin (1992–Dezember 1994) und war Mitglied im Beirat der Bildungsakademie des Landesverbandes der Volkssolidarität Berlin ab 1997 sowie ab Ende 1997 Vorsitzende des Beirats bis Januar 2011, verantwortlich für wissenschaftliche Vorträge, Schriftsteller-Lesungen und Computerkurse. 2009 veröffentlichte sie ihre Memoiren.
Sie war von 1954 bis zu seinem Tod im Juni 2024 mit dem Philosophen Herbert Hörz verheiratet und ist  Mutter dreier Kinder.

## UNO
1975 wurde sie durch den Wirtschafts- und Sozialrat der Vereinten Nationen (ECOSOC) als Mitglied in die Kommission der Vereinten Nationen zur Rechtsstellung der Frau (CSW) als Staatenvertreterin der DDR gewählt. Die Frauenrechtskommission der UNO „hat 45 Mitglieder (Staaten), die vom Wirtschafts- und Sozialrat (ECOSOC) für eine Periode von 4 Jahren gewählt werden und immer alle 5 Regionen repräsentieren.“ Sie wurde mehrmals wiedergewählt und war an der Ausarbeitung der UN-Konvention zur Beseitigung jeder Form von Diskriminierung der Frau beteiligt. 1979 brachte sie eine im Jahre 1982 verabschiedete Deklaration „Zur stärkeren Einbeziehung von Frauen in den Friedenskampf“ ein.
Hörz nahm an UNO-Weltfrauenkonferenzen (Kopenhagen, Nairobi) und UNO-Seminaren (Groningen, Genf, Wien, Paris) teil. Sie sprach zu Gender-Problemen 1975 in London, auf dem UNO-Seminar 1977 in Groningen, auf dem ECE-Seminar „Time management“ 1979 in Genf sowie in Paris. In der UNO war sie Vizepräsidentin von Tagungen der UNO-Kommission „Zum Status der Frau“ 1978 in Wien, 1979 und 1980 in New York. Im März 1980 war sie Präsidentin der Tagung in Wien, und auf der 2. UNO-Weltfrauenkonferenz in Kopenhagen war sie 1. Vizepräsidentin „In charge of coordination“ im Juli 1980. Sie wurde 1990 in Wien zur Präsidentin der Tagung mit dem Charakter einer Weltkonferenz gewählt, dieses Amt endete mit der Deutschen Wiedervereinigung am 3. Oktober 1990.

## Mitgliedschaften und Ehrungen
- Ehrenamtliche Vorsitzende des Frauenausschusses der Universitätsgewerkschaftsleitung der HUB (1968–1970)
- Mitglied im Friedensrat der DDR
- Mitglied im Komitee für Menschenrechte der DDR
- Mitglied der Frauenkommission der SED-Bezirksleitung Berlin[6]
- 1967 Johann-Gottlieb-Fichte-Preis der HUB für die Promotionsschrift
- 1970 Clara-Zetkin-Medaille
- 1985 Vaterländischer Verdienstorden in Bronze
- nach 1990 Mitglied im Beirat des Deutschen Freidenker-Verbandes.

## Schriften (Auswahl)
- Einige philosophisch-ethische Probleme bei der Bestimmung der gesellschaftlichen Rolle der Frau und der Durchsetzung ihrer Gleichberechtigung. Dissertation, Humboldt-Universität, Berlin 15. Dezember 1965.
- Die Frau als Persönlichkeit. Philosophische Probleme einer Geschlechterpsychologie. In: Unser Weltbild. Band 53. Deutscher Verlag der Wissenschaften, Berlin 1968, 2. Auflage 1971 (Digitalisiert mit einem aktuellen Vorwort, max-stirner-archiv-leipzig.de, PDF).
- Persönlichkeit, Moral und sittliche Erziehung. Dissertation B (Habilitation), Humboldt-Universität, Berlin 1974 (Bd. 1–2).
- Blickpunkt Persönlichkeit. Ein Beitrag der Ethik zu Theorie und Praxis der Persönlichkeitsentwicklung.  In: Weltanschauung. Band 1. Deutscher Verlag der Wissenschaften, Berlin 1975 (Digitalisiert mit einem aktuellen Vorwort, max-stirner-archiv-leipzig.de, PDF)
- Ethische Probleme bei der Sexualerziehung Jugendlicher. In: H. Grassel, K. R. Bach (Hrsg.): Kinder- und Jugendsexualität. Deutscher Verlag der Wissenschaften, Berlin 1979, S. 17–30.
- Eizelltransplantation beim Menschen als moralisches Problem. In: Medizin aktuell. Berlin 1983, S. 110–111.
- Ethische Positionen zur Homosexualität. In: Reiner Werner: Homosexualität. Verlag Volk und Gesundheit, Berlin 1987, S. 172–174.
- Frauenrechte sind Menschenrechte. Zur gesellschaftlichen Stellung der Frau in Deutschland. In: Gerhard Fischer u. a. (Hrsg.): Gegen den Zeitgeist. Zwei deutsche Staaten in der Geschichte. GNN Verlag, Schkeuditz 1999, S. 224–235.
- Zur Evolution von Geschlechterrollen. In: Frau Musica heute. Musikakademie, Rheinsberg 2005, S. 23–33. ISBN 3-87350-031-0.
- Patriarchalische Machtstrukturen in philosophischer und psychologischer Auseinandersetzung. Forschungsinstitut der Internationalen Wissenschaftlichen Vereinigung Weltwirtschaft und Weltpolitik, Berichte 16 (2006) 163, S. 7–27.
- Zwischen Uni und UNO – Zu meiner doppelten „Abwicklung“ 1990. Wir Frauen. 25. Jg. 2006, S. 11 ff. ISSN 0178-6083.
- Zwischen Uni und UNO. Erfahrungen einer Ethikerin. Reihe Autobiographien, Band 37. trafo, Berlin 2009, 393 S., ISBN 978-3-89626-924-9.
- Der lange Weg zur Gleichberechtigung. Die DDR und ihre Frauen. trafo, Berlin 2010, ISBN 978-3-89626-948-5.
- Ist Egoismus unmoralisch? Grundzüge einer neomodernen Ethik. trafo, Berlin 2013, ISBN 978-3-86464-038-4 (zusammen mit Herbert Hörz).
- Transhumanismus. Ist der zukünftige Mensch ein Avatar? In: Welf Schröter (Hrsg.): Identität in der Virtualität. Einblicke in neue Arbeitswelten und „Industrie 4.0“ – Beiträge zum 60. Geburtstag eines Netzwerkers. Talheimer Verlag, Mössingen 2014, S. 242–285 (zusammen mit Herbert Hörz).
- Nehmen Drohnen im Informationszeitalter den Menschen ihre Verantwortung ab? In: Frank Fuchs-Kittowski, Werner Kriesel (Hrsg.): Informatik und Gesellschaft. Festschrift zum 80. Geburtstag von Klaus Fuchs-Kittowski. Peter Lang Internationaler Verlag der Wissenschaften, PL Academic Research, Frankfurt a. M./Bern/Brüssel/New York/Oxford/Warschau/Wien 2016, ISBN 978-3-631-66719-4 (Print), E-ISBN 978-3-653-06277-9 (E-Book).
- Frieden – Geschenk oder Aufgabe? Erfahrungen, Analysen, Aktionen. trafo-Verlag der Wissenschaften, Berlin 2020, ISBN 978-3-86464-013-1 (zusammen mit Herbert Hörz).

als Herausgeberin
- mit Ursula Wilke: Ethik. Deutscher Verlag der Wissenschaften, Berlin 1986, 2. Auflage 1989, ISBN 3-326-00055-3.
- mit Lykke Aresin, Hannes Hüttner und Hans Szewczyk: Lexikon der Humansexuologie. Verlag Volk und Gesundheit, Berlin 1990, ISBN 3-333-00410-0.

## Film
- Die Vorzeigefrau, Kurz-Dokumentarfilm der DEFA, Regie: Róza Berger-Fiedler, DDR 1986.